# Klein Eilandbrug
De Klein Eilandbrug (Frans: Pont de la Petite Île), officieel de Pierre Marchantbrug (Pont Pierre Marchand), is een betonnen liggerbrug voor fietsers en voetgangers over het Kanaal Charleroi-Brussel in de Brusselse gemeente Anderlecht. De brug is genoemd naar de Anderlechtse wijk Klein Eiland.

## Geschiedenis
De 11,4 m brede brug werd gebouwd in 1936 en heeft een overspanning van 22,5 m over het kanaal. De Inventaris van het Bouwkundig Erfgoed vermeldt 1945 als bouwjaar.
In 2014 ging de brug wegens instabiliteit dicht voor autoverkeer. Het werd een spontane ontmoetingsplek waar gebarbecued en gehengeld werd. Onder impuls van de burgervereniging Sur Le Pont kwam er een speelplein en ook het tijdelijke openluchtzwembad Flow bracht in 2021 veel volk in de buurt. In de nacht van 9 op 10 oktober 2022 zorgde een brandende tent van een dakloze voor verdere beschadiging aan de kant van de Vaartdijk. Alle doorgang op en onder de brug werd verboden in afwachting van een stabiliteitsonderzoek. Na stutting werd de brug op 24 november weer geopend voor voetgangers en fietsers.

## Toekomst
Brussel Mobiliteit, het bestuur van het Brussels Hoofdstedelijk Gewest dat onder andere bevoegd is voor mobiliteit en openbare werken, plant de aanleg van een nieuwe Klein Eilandbrug. Dit zou oorspronkelijk een tuibrug worden met een lengte van 146 m, gedragen door één pijler van 44,5 m hoog. Tegelijkertijd met de aanleg van de brug zou de versmalling van het kanaal weggewerkt worden. In een effectenrapport van 2022 onderzocht Brussel Mobiliteit drie scenario's (zonder gemotoriseerd verkeer, met openbaar vervoer en met alleen voetgangers en fietsers).